# Ринго, Иосиф
Ио́сиф Абра́мович Ри́нго (1883—1946) — писатель, учёный, изобретатель.
Родился в Витебске в 1883. Учился и работал в Швейцарии и Франции с 1905 до 1918 года. Окончил университет в Берне, Цюрихе и Нанси, получил образование инженера и философа. В совершенстве владел пятью языками.
В 1917 году в Швейцарии году издал трактат «Еврейский Вопрос и его решение» (нем. Die Judenfrage in ihrem geschichtlichen Zusammenhang und Vorschläge ihrer Lösung). В книге он описал историю еврейского народа и написал о необходимости создания государства Израиль.
В Швейцарии он познакомился с Лениным и по его приглашению приехал в Москву для участия в плане электрификации Москвы. С 1918 по 1922 год работал заведующим электроотделом Москвы и Московской области, губернским электротехником, затем директором электромонтажной конторы МСНХ и отдела мелкой электрификации ВСНХ. Позднее — работник химической промышленности.
Он активно занимался электрификацией Москвы и Московской области, в частности в 1921 году по указанию Ленина им в кратчайший срок было проведено электричество в ленинские Горки.  Ринго принадлежит большое количество изобретений, в частности в области грозовой защиты.